# Agnes von Württemberg (1264–1305)
Agnes von Württemberg (* vor 1264; † 27. September 1305) war eine Tochter Ulrichs I., genannt der Stifter (* 1226; † 1265), Graf von Württemberg, vermutlich aus dessen erster Ehe mit Mechthild von Baden (* nach 1225).
Agnes wurde in erster Ehe vor dem 7. Mai 1275 mit dem Grafen Konrad IV. von Oettingen († vor dem 15. Februar 1279) vermählt. In zweiter Ehe heiratete sie vor dem 11. Januar 1282 den Grafen Friedrich II. von Truhendingen (* 1253; † 1290), für diese Ehe wurde am 13. Juni 1288 Dispens wegen Verwandtschaft im vierten Grad erteilt. Mit dem Grafen Kraft I. von Hohenlohe-Weikersheim († 1313) wurde Agnes vor dem 3. Juli 1295 in dritter Ehe vermählt.
Agnes von Württemberg wurde in Mergentheim im Dominikanerkloster beigesetzt.